# 埃及赫梯和約

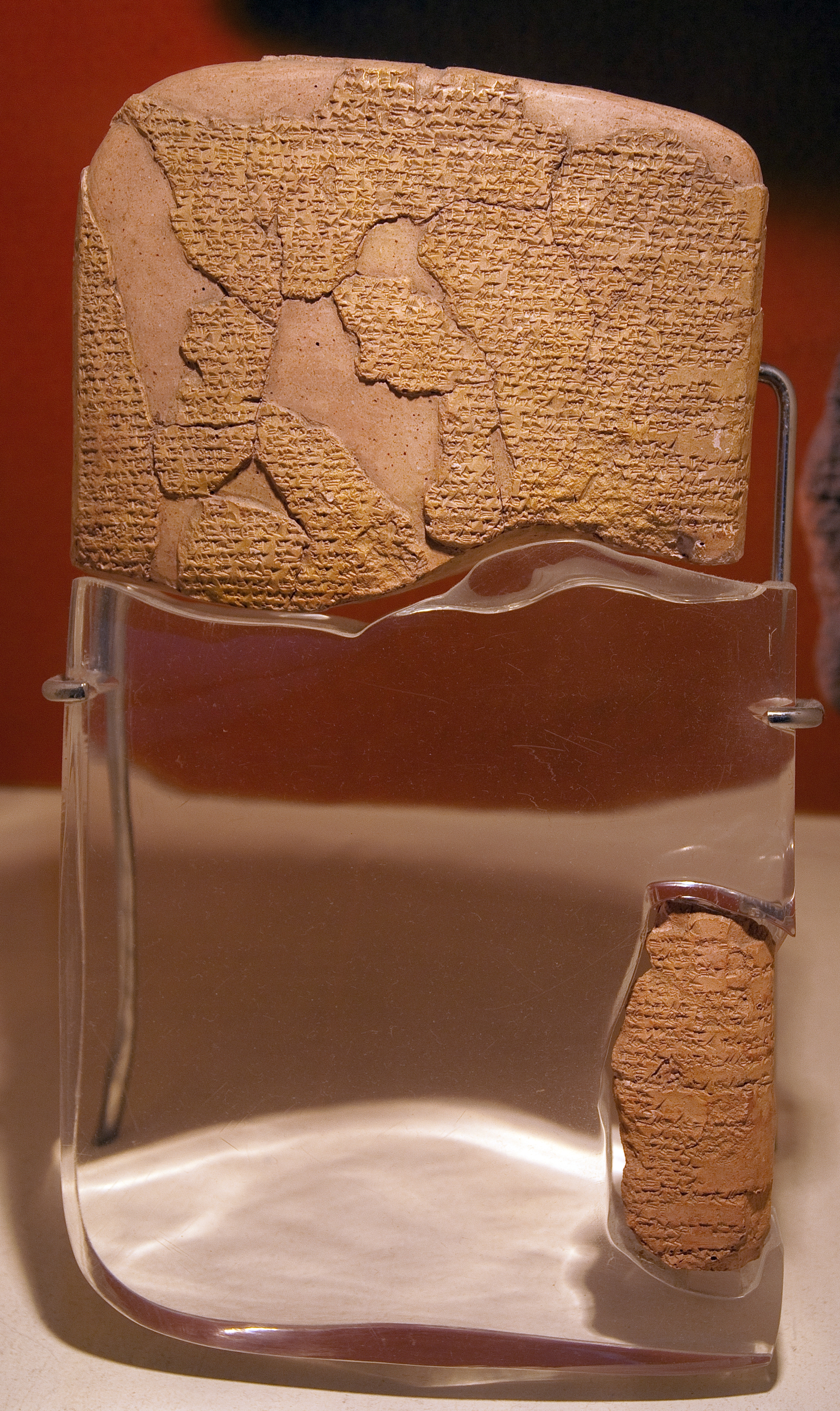
赫梯版本的條約，現存最古老的國際條約。

埃及赫梯和約是一條由古埃及法老拉美西斯二世和赫梯國王哈图西里三世之間所簽定的古代和平條約，大部份的埃及學家認為它簽於公元前1259年。
條約簽署目的在於建立及維持埃及赫梯雙方的和平關係，被視為西亞已知最早的外交協議，同時也是現存最古老的書面條約（儘管不是最早的條約）。
埃及版本的條約刻於拉美西斯二世底比斯神廟的牆上。牆上的文字翻譯顯示它們由交給拉美西斯二世的銀板文字所譯，但銀板卻被當代歷史學者所遺失。赫梯版本的條約，則現存於土耳其的古代東方博物館。